# Contea di Zigui
La contea di Zigui (秭归县S, Zǐguī XiànP) è una contea della Cina, situata nella provincia di Hubei e amministrata dalla prefettura di Yichang.